# Gastre
Gastre è un comune dell'Argentina ed è situato nel dipartimento di Gastre, in provincia di Chubut.

## Geografia fisica
Gastre si trova nella grande zona arida della Pampas e proprio questa caratterizza il suo clima secco ed arido, con poche piogge.
Si trova ai piedi dei rilievi della Meseta de Somuncurà, che raggiungono anche i 1500 m di quota.

## Società
La città è praticamente sperduta nell'altopiano, e dista 82 km da un altro insediamento stabile, Gan Gan.
Ha una popolazione di poco superiore ai 600 abitanti, e la principale occupazione è nel settore terziario, anche se il 20% della popolazione lavora nelle miniere circostanti.
È curioso che disti di più dalla capitale del suo stato (Buenos Aires) che dalla capitale del Cile (Santiago del Cile).